# Mellitidia longicornis
Mellitidia longicornis là một loài Hymenoptera trong họ Halictidae. Loài này được Smith mô tả khoa học năm 1859.